# Oliver Flesch

Oliver Flesch (links) mit AfD-Politiker Petr Bystron im Paul-Löbe-Haus (2019)

Oliver Flesch (* 24. Juni 1969 in Hamburg) ist ein deutscher auf Mallorca lebender YouTuber, Blogger, Buchautor und politischer Netzaktivist, der der politischen Rechten zugeordnet wird.

## Biografie
Zwischen 1994 und 2003 war Flesch als Journalist bei der Hamburger Morgenpost, der Bild und der Neuen Revue tätig. Von 1998 bis 2000 arbeitete er als Redakteur für die Bauer Media Group, verfasste ein Drehbuch und machte sich danach als Autor für Romane und Drehbücher, vorwiegend mit dem Schwerpunkt Popkultur, selbständig. Zwischenzeitlich arbeitete er als DJ unter dem Künstlernamen DJ Doo Wop Dude. Von 2009 an lebte er in Berlin, unter anderem drei Jahre in Neukölln. 2011 schrieb er für einige Zeit eine Kolumne für den Sportwetten-Anbieter Betfair.com.
2006 erschien das Buch Let the good times roll! von Horst Fascher, an dem er mitgearbeitet hat. Es erreichte Platz 18 der Spiegel-Bestsellerliste. An der 2009 erschienenen Biografie des Sängers Gunter Gabriel Wer einmal tief im Keller saß – Erinnerungen eines Rebellen war er als Co-Autor beteiligt.
Im Jahr 2016 trat Flesch in einzelnen Videos des Youtube-Kanals 61 Minuten Sex auf, in denen er zu verschiedenen Themen seine Meinung beisteuerte.

## Weblog: Wahre Männer
Flesch betrieb ab 2012 auf seiner persönlichen Website ein Blog mit dem Titel Wahre Männer – Liebe, Lust & Populärkultur für böse Mädchen und große Jungs, in dem in loser Folge Artikel über verschiedene Themen veröffentlichte. Das Magazin GQ – Gentlemen’s Quarterly schrieb über diese Website: „Zwischen den launigen Sex- und Lifestylethemen streut er harte Gesellschaftskritik ein“.

## Politischer Aktivismus
Anfang 2018 berichtete die Frankfurter Rundschau, dass Flesch in die Organisation einer Demonstration gegen Angela Merkel in Hamburg involviert war. Bei der Demonstration, die auch von Pegida-Gründer Lutz Bachmann unterstützt wurde, waren vor allem Menschen vom rechten Rand anwesend.
Im September 2018 wurde Flesch in der New York Times als Beispiel einer „far right figure“ („Rechts-außen-Person“) bezeichnet und dafür kritisiert, dass er nach den Ausschreitungen in Chemnitz mehrere Videos auf YouTube veröffentlicht hatte, die die Vorkommnisse falsch darstellen würden.
Der Soziologe Götz Frommholz bezeichnete Flesch als „Rechtspopulist“, der „komplexe Sachverhalte […] simplifiziert [darstellt] und Minderheiten […] stigmatisiert“. Er gehöre zu einer Gruppe von rund 20 prominenten deutschen Bloggern, die auf Youtube rechtspopulistische Inhalte verbreiten würden. Laut einer Studie der Sozialwissenschaftler Patrick Stegemann und Sören Musyal ist Flesch „fester Bestandteil der deutschsprachigen Youtube-Rechten.“ Haaretz bezeichnete ihn im Oktober 2021 als „rechtsextremen Verschwörungstheoretiker“ („far right conspiracy theorist“). Flesch steht der Alternative für Deutschland nah. So war er bereits Gast der Partei im Bundestag und reproduzierte zeitweise die Positionen der Partei in seinen Videos. AfD-Politiker Petr Bystron wollte Flesch einstweilen in seinem Bundestagsbüro anstellen, was allerdings daran scheiterte, dass Flesch von Mallorca aus arbeiten wollte.
Neben politischen Themen setzt sich Flesch für Männerrechte ein. In seinem Blog spricht er sich gegen eine Frauenquote aus und sieht den Grund für das Fehlen von Frauen in Führungspositionen darin, dass diesen „einfach der Biss [fehle], um ganz nach oben zu kommen“.
Im Mai 2019 drehte Flesch ein kritisches Video über das linke Hausprojekt Rigaer 94 in Berlin-Friedrichshain und wurde wenige Tage später nach eigenen Angaben Opfer eines gewaltsamen Überfalls. Im März 2020 agitierte er gemeinsam mit zwei weiteren Männern bei einer antifaschistischen Demonstration auf Lesbos, dabei kam es zu Ausschreitungen.
Bis 2023 schrieb Flesch vereinzelte Artikel für den rechtsextremen Blog PI-News
und ist nun für den rechtspopulistischen Deutschland-Kurier tätig.
Er ist aktiver Unterstützer des rechtsextremen Verschwörungstheoretikers Oliver Janich.

## Werke

### Romane
- Horst Fascher: Let the good times roll! Der Star-Club-Gründer erzählt. Aufgezeichnet von Oliver Flesch. Eichborn, Frankfurt am Main 2006, ISBN 978-3-8218-5631-5; Heyne, München 2007, ISBN 978-3-453-64035-1
- Gunter Gabriel, Oliver Flesch: Wer einmal tief im Keller saß. Erinnerungen eines Rebellen. edel, Hamburg 2009, ISBN 978-3-941378-17-9.
- Baby, das war’s! Ein Hauptstadtroman. Ubooks-Verlag, Mossautal 2013, ISBN 978-3-939239-20-8

### Anthologiebeiträge
- Vorsicht Schwiegermutter! Hrsg. Heike Abidi/Anja Koeseling. Eden Books, Berlin 2015. ISBN 978-3-944296-95-1